# 二十円紙幣
二十円紙幣（にじゅうえんしへい）は、日本銀行兌換券の1つ。二十円券、二十円札とも呼ばれる。

## 概要
甲号券、乙号券の2種類が存在するが現在はすべて失効している。紙幣券面の表記は『貳拾圓』。
額面20円の兌換券は1884年（明治17年）5月26日に制定された「兌換銀行券条例」の中で規定され、1885年（明治18年）より日本銀行兌換券が発行されたが、二十円券の発行は見送られた。

## 甲号券
1917年（大正6年）11月9日の大蔵省告示第176号「兌換銀行券貳拾圓券發行見本略圖」で紙幣の様式が定められている。主な仕様は下記の通り。
- 日本銀行兌換券
- 額面 貳拾圓（20円）
- 表面 菅原道真、兌換文言
- 裏面 北野天満宮拝殿、英語表記の兌換文言、断切文字
- 印章 〈表面〉総裁之印　〈裏面〉文書局長
- 銘板 大日本帝國政府印刷局製造
- 記番号仕様
  - 記番号色 黒色
  - 記番号構成 〈記号〉組番号：「｛」＋数字1 - 2桁＋「｝」　〈番号〉通し番号：数字6桁
- 寸法 縦86mm、横149mm（縦2寸8分6厘、横4寸9分3厘[1]）
- 製造実績
  - 印刷局から日本銀行への納入期間 1917年（大正6年）10月26日 - 1927年（昭和2年）6月10日[2]
  - 記号（組番号）範囲 1 - 29（1記号当たり900,000枚製造）[2]
  - 製造枚数 26,770,000枚[3]
- 発行開始日 1917年（大正6年）11月20日[1]
- 通用停止日 1939年（昭和14年）3月31日[4]
- 発行終了
- 失効券

第一次世界大戦等に伴う好景気により通貨の需要が増加したため、それまで発行されていた百円紙幣と十円紙幣の中間券種として発行された。日本銀行券としては初の「2」の付く額面金額の紙幣である。金額の「貳拾圓」の文字が右横書きの「圓拾貳」であることから、通称は「横書き20円」である。
表面には菅原道真の肖像、裏面には京都市上京区にある北野天満宮拝殿の風景が描かれている。裏面には彩紋模様と英語表記の兌換文言が記載されているが、当時ヨーロッパを中心に流行していたアール・ヌーヴォー調のデザインとなっており、裏面右端には「日本銀行」の断切文字（割印のように券面内外に跨るように印字された文字）が配置されている。また、英語表記での兌換文言が記載された最後の紙幣である。
透かしは「日本銀行」の文字と亀甲模様である。
使用色数は、表面5色（内訳は凹版印刷による主模様1色、地模様2色、地模様の一部・印章1色、記番号1色）、裏面3色（内訳は凹版印刷による主模様1色、地模様1色、印章・断切文字1色）となっている。
1927年（昭和2年）2月に制定された兌換銀行券整理法により1939年（昭和14年）3月31日限りで通用停止となった。

## 乙号券
1931年（昭和6年）7月15日の大蔵省告示第102号「兌換銀行券中改造」で紙幣の様式が定められている。主な仕様は下記の通り。
- 日本銀行兌換券
- 額面 貳拾圓（20円）
- 表面 藤原鎌足と談山神社十三重塔、兌換文言
- 裏面 談山神社拝殿、断切文字
- 印章 〈表面〉総裁之印　〈裏面〉文書局長
- 銘板 大日本帝國政府内閣印刷局製造
- 記番号仕様
  - 記番号色 黒色
  - 記番号構成 〈記号〉組番号：「｛」＋数字1 - 2桁＋「｝」　〈番号〉通し番号：数字6桁
- 寸法 縦87mm、横152mm[7]
- 製造実績
  - 印刷局から日本銀行への納入期間 1931年（昭和6年）4月21日 - 1941年（昭和16年）7月29日[2]
  - 記号（組番号）範囲 1 - 25（1記号当たり900,000枚製造）[2]
  - 製造枚数 22,500,000枚[3]
- 発行開始日 1931年（昭和6年）7月21日[7]
- 通用停止日 1946年（昭和21年）3月2日[8]
- 発行終了
- 失効券

関東大震災により滅失した兌換券の整理が必要となったことから1927年（昭和2年）2月に兌換銀行券整理法が制定され、従来の兌換券を失効させて新しい兌換券に交換するため、乙百圓券・丙拾圓券・丁五圓券が新たに発行されたが、中間券種である二十円紙幣について新たな紙幣の発行の必要性が議論された結果、大都市圏では需要が少ないものの、一部地方では農産物等の取引の際に二十円紙幣が広く使用されており需要があることから発行されたものである。
これまでに発行された日本銀行券では複数券種に同じ肖像が用いられるなどした結果券種間の識別が紛らわしくなっていたことなどから、額面ごとに肖像人物を固定化することとし、さらに輪郭や地模様、透かしに至るまで入念な検討のもとに肖像人物と関連性のある図柄が描かれることとなった。金額の「貳拾圓」の文字が縦書きであることから、通称は「縦書き20円」である。
表面には、右側に藤原鎌足の肖像画が描かれている。この肖像については、エドアルド・キヨッソーネが描いた肖像の原画が関東大震災の被害により焼失したため、他の紙幣の肖像を基に新たに作成されたものである。左側には奈良県桜井市にある談山神社の十三重塔が描かれている。地模様には、藤の花、枝、蔓などが唐草模様と共にあしらわれている。
裏面左側には、同じく談山神社の拝殿が描かれている。裏面右端には「日本銀行」の断切文字が配置されている。これまで記載されていた英語表記の兌換文言は本券種から廃止され、英語表記は額面金額のみとなっている。
透かしは「20」の文字と桐の図柄である。同時期に発行された乙百圓券・丙拾圓券・丁五圓券とは異なり、透かしの入った中央部分の印刷を文字と淡い印刷色の地模様のみの印刷とすることで透かし模様が確認しやすくなるよう工夫されている。用紙については従前どおり三椏を原料とするものであるが、製法の変更により以前よりもやや黄色がかった色調の用紙に変更されている。また、従来の紙幣は寸法に統一性がなく取扱いが不便であったため、他額面の紙幣も含め一定の縦横比（概ね縦1：対角線2の比率）に統一した規格に揃えている。
使用色数は、表面6色（内訳は凹版印刷による主模様1色、地模様3色、印章1色、記番号1色）、裏面3色（内訳は凹版印刷による主模様1色、地模様1色、印章・断切文字1色）となっている。
1931年（昭和6年）12月の金兌換停止に伴い、それ以降は事実上の不換紙幣となり、1942年（昭和17年）5月の日本銀行法施行による金本位制の廃止に伴って法的にも不換紙幣として扱われることになった。
1941年（昭和16年）を最後に二十円紙幣の日本銀行への新規納入が行われなくなり、1943年（昭和18年）から1944年（昭和19年）にかけて百円紙幣・十円紙幣・五円紙幣および一円紙幣が管理通貨制度への移行に伴い不換紙幣に改刷された際にも二十円紙幣はその対象外とされ、以降新たな二十円紙幣の発行は行われなかった。
新円切替のため1946年（昭和21年）3月2日限りで通用停止となった。

## 変遷
日本銀行券の発行開始以前には、額面金額20円の紙幣として国立銀行紙幣の二十円券が発行されており、1899年（明治32年）12月9日まで通用していた。
- 1917年（大正6年）11月9日：甲貳拾圓券の様式を制定[1]。
- 1917年（大正6年）11月20日：甲貳拾圓券発行開始[1]。図柄は菅原道真と北野天満宮拝殿。
- 1931年（昭和6年）7月15日：乙貳拾圓券の様式を制定[7]。
- 1931年（昭和6年）7月21日：乙貳拾圓券発行開始[7]。図柄は藤原鎌足と談山神社十三重塔・拝殿。
- 1931年（昭和6年）12月17日：金貨兌換停止に関する緊急勅令施行により金兌換停止[15]。
- 1939年（昭和14年）3月31日：兌換銀行券整理法により甲貳拾圓券失効[4]。
- 1942年（昭和17年）5月1日：旧日本銀行法施行により「日本銀行兌換券」から「日本銀行券」に移行。既存の有効な兌換券は不換紙幣として扱われる[16]。
- 1946年（昭和21年）2月17日：金融緊急措置令により預金封鎖を伴う新円切替実施[20]。
- 1946年（昭和21年）3月2日：日本銀行券預入令により乙貳拾圓券失効[8]。

以降、額面金額20円の法定通貨（紙幣・硬貨）は製造発行されていない。
なお、並行して発行されていた本位貨幣の二十円硬貨（二十円金貨）の製造は1932年（昭和7年）1月までで、これ以降は新規製造が行われていない（通貨の単位及び貨幣の発行等に関する法律により1988年（昭和63年）3月末限りで失効）。